# Sorcerer Hunters
Sorcerer Hunters ou Bakuretsu Hunters é um anime criado por Satoru Akahori em 1995 e 1996, com 26 episódios e 3 ovas. Possui também um mangá de 13 volumes. No Estados Unidos o mangá foi serializado em  MixxZine, substituindo Ice Blade, que havia terminado.

## Enredo
O Império Famille, do continente de Spooner, quer impedir o avanço de pesquisas malígnas feitas por alguns feiticeiros, que dominam a população, tornando-os miseráveis. Big Mama, líder da Igreja Stellar e do Império, quer banir aqueles que usam seus conhecimentos e poderes para o mal e, para isto, se utiliza de um grupo que viaja pelo mundo para combatê-los, chamado Bakuretsu Hunters, ou Caçadores de Feiticeiros.

## Publicação

### No Brasil
O primeiro capítulo do mangá foi publicado como Sorcery Hunters no Superalmanaque mangá da Editora Mythos, mas a publicação foi cancelada.

## Personagens
- Carrot Glasse: um tremendo mulherengo e tarado compulsivo e não perde a chance de dar em cima de uma mulher, cafajeste e invocado, vive se metendo em encrenca por causa "delas", mas de vez em quando tem uma recaída de cavalheirismo (mas bem de vez em quando mesmo!), e a cada vez que é atacado com magia, se transforma em uma espécie de animal com cara de lobo, corpo de urso e chifres de boi;
- Marron Glasse: irmão de Carrot é calmo, calculista, sempre tem uma boa ideia em horas complicadas mas, assim como o irmão, tem algumas recaídas (não tão drásticas como as de Carrot).
- Gateau Mocha: um fisiculturista super convencido, que não perde a oportunidade de se despir e exibir-se fazendo poses ridículas. É o melhor amigo de Marrom Glasse, é um forte e habilidoso lutador.
- Chocolate Misu e Tira Misu, irmãs portadoras do que pode se chamar de "dupla personalidade": enquanto não têm problemas, são mulheres normais (ambas apaixonadas por Carrot, que as esnoba), esquentadas, briguentas e resmungonas, mas quando estão para entrar em uma luta mudam de roupa e "personalidade", elas que acalmam a forma animal de Carrot chicoteando-o.

## Elenco/Seiyuu
- Big Mama: Sumi Shimamoto
- Carrot Glasse: Shinnosuke Furumoto
- Chocolate Misu: Yuko Mizutani
- Dotta: Sakiko Tamagawa
- Gateau Mocha: Kiyoyuki Yanada
- Lila: Chika Sakamoto
- Maron Glasse: Mitsuaki Madono
- Tira Misu: Megumi Hayashibara
- Zaha Torte: Banjou Ginga

## Curiosidades
Segundo Satoru Akahori, a ideia surgiu enquanto estava no bar bebendo e pensava em como as pessoas são e gostam de ganhar dinheiro e fazem quase tudo por um bom punhado em suas mãos.
O Anime é voltado principalmente para os fãs de RPG que são muito ligados em cenários medievais, repleto de magos, elfos, guerreiros, etc., que fazem parte de universos como O Senhor dos Anéis.
O Anime teve inspiração em animes e vídeo games como Street Fighter.
Eclair Mocha, a irmã de Gateau Mocha, foi inspirada na Cammy de Street Fighter.

## Trilha sonora
- Abertura: "What's Up Guys?" por Shinnosuke Furumoto e Megumi Hayashibara
- Encerramento: "Mask" por Masami Okui e Kasumi Matsumura